# Hadalasang, Indi
Hadalasang là một làng thuộc tehsil Indi, huyện Bijapur, bang Karnataka, Ấn Độ.